# Elemental Gerad
Elemental Gerad (エレメンタル ジェレイド, Erementaru Jereido, « Jade élémentaire », nom donné aux pierres précieuses que portent les Edil Raids) est un manga de Mayumi Azuma. Il a été adapté en un jeu et un anime. La diffusion de la série au Japon, composée de 26 épisodes et produite par Geneon Entertainment, a débuté le 5 avril 2005. Celle-ci est hebdomadaire et a lieu le jeudi à 18 heures sur TV Tokyo.

## Synopsis
Coud Van Giruet est un jeune pirate du ciel. Un jour en fouillant dans le butin après une mission de routine il découvre un coffre contenant une jeune fille appelée Ren. Celle-ci se révèle être une Edil Raid, une arme puissante sous forme humaine qui peut se transformer en se liant avec un humain. En ouvrant le coffre, Coud la libère de son sceau. Enfin libérée, Ren n'a qu'un but : rejoindre l'Edil Garden, la terre sacrée des Edil Raid. Coud décide de l'y accompagner, et Ren se lie à lui, faisant du jeune pirate son Pledger. Ce lien unique ne peut être détruit que dans la mort. Plus tard, ils rencontrent Cisqua, Rowen et Kuea, trois membres de l'association Arc Aile qui protège les Edil Raids. Ils apprennent à Coud que Ren est une descendante de l'une des sept précieuses lignées, les Metherlence. Son pouvoir est supérieur à celui des autres Edil Raid. À cause de cela, Ren est très recherchée par les chasseurs d'Edil Raid ainsi qu'une organisation mystérieuse, l'Organight, qui cherchent à tuer Coud pour récupérer Ren. Coud, Ren, Cisqua, Rowen et Kuea commencent alors leur long voyage vers l'Edil Garden.
Tout au long de l'histoire, les chasseurs d'Edil Raid essaient de s'approprier Ren en l'achetant ou en la volant comme si elle était un objet précieux. Coud et ses amis se battent contre cette idée et essaient de persuader les ennemis que les Edil Raids ne sont pas que des armes mais aussi des êtres vivants avec une âme et un cœur.

## Univers
L'histoire d'Elemental Gerad se passe dans un monde futuriste (année 2900 environ d'après le tome 16), où certaines parties de terre volent dans le ciel grâce à un minéral spécial qui les constitue. Ce minéral est d'ailleurs exploité pour faire flotter les avions et même une ville entière comme c'est le cas de l'Edil Garden. Les pirates de l'air se déplacent en vaisseau, la technologie est assez poussée, comme le montrent les gadgets de Cisqua. L'univers mélange aussi des éléments du passé comme les villages et leurs auberges, les manoirs avec domestiques, les moyens de transports (charrettes). La faune mêle l'imaginaire et le réel : des ours-blaireaux géants, des écureuils-messagers, le singe du broker, mais on voit aussi des poules, des vaches… La monnaie est le Ganey (ガネー). 1 G vaut environ 10 centimes d'euro. L'architecture des bâtiments notamment des manoirs est d'inspiration européenne, ainsi que la façon de manger avec des couverts, mais d'autres éléments sont clairement japonais : les sources chaudes, les serveuses, la façon de s'incliner pour s'excuser.

### Edil Raid
Les Edil Raids sont des filles ou des femmes qui portent incrustée dans leur peau une Elemental Gerad, une pierre élémentaire qui ressemble à une pierre précieuse. L'emplacement, la forme de la pierre, la couleur diffèrent selon l'Edil Raid. Chaque Edil Raid a aussi une façon différente de puiser son énergie. Par exemple Ren se régénère par le sommeil, Kuea par la nourriture et Tilel par les encouragements de son Pledger. Le "Pledger" est le nom donné à l'humain qui se lie à l'Edil Raid. La transformation de l'Edil Raid en arme s'appelle le "passage en React". Les Edil Raids peuvent vivre très, très longtemps (mais ne sont pas immortelles). Ren par exemple a un peu plus de 500 ans. Si l'on ôte l'Elemental Gerad d'une Edil Raid, elle ne meurt pas, mais devient humaine et vieillit normalement. Un Pledger peut se lier à plusieurs Edil Raid en même temps, mais une Edil Raid ne peut se lier qu'à un Pledger à la fois. Si le Pledger meurt, l'Edil Raid peut se lier de nouveau avec quelqu'un d'autre. Les Edil Raids sont toujours des femmes, mais les Pledgers peuvent être homme ou femme. En combat, l'Edil Raid et le Pledger doivent être bien synchronisés pour être efficaces. Ils peuvent effectuer ensemble des attaques spéciales appelées Chants : ils chantent ensemble les mêmes paroles, et à la fin du Chant, l'attaque est lancée. Il existe des rubans de sceau qui peuvent endormir une Edil Raid tant que le sceau la touche. Mais pour activer ce ruban, il faut connaître le nom complet de l'Edil Raid, c'est pour cela que chaque Edil Raid se fait connaître sous un surnom.

### Organisations
- Arc Aile : le logo représente une Elemental Gerad protégée par une aile.
- Red Lynx : l'équipe de pirates de l'air dont fait partie Cou.
- Organight : l'organisation mystérieuse qui chasse les Edil Raids.

## Personnages

### Personnages principaux
- Coud Van Giruet (クード＝ヴァン＝ジルエット?), surnommé Cou, est le héros de l'histoire, 15 ans. Orphelin, il a été trouvé à cinq ans par les Red Lynx, une équipe de pirates de l'air. Il est le Pledger de Ren, ce qui signifie qu'il peut fusionner avec elle et se battre. Son but est d'accompagner Ren à l'Edil Garden et de la protéger contre les chasseurs d'Edil Raid. Il est déterminé, sûr de lui, mais très timide et maladroit avec les filles. Il aime les choses sucrées, n'aime pas les noms trop longs et a un fantasme sur les bunny girls. Après l'Edil Garden, son but est de devenir chef d'une équipe de pirates de l'air qu'il appellerait les "oreilles de lapin", avec en logo un lapin et l'obligation pour les membres sauf le chef de porter des oreilles de lapin. Il porte l'uniforme rouge des Red Lynx. Il possède l'Angel, un harpon qu'il porte dans son dos sous sa veste, la corde enroulée autour du bras gauche et qui semble avoir une corde extensible à l'infini. Mayumi Azuma a dit dans une description du personnage que l'Angel avait des fonctions cachées qui n'ont finalement jamais apparu dans le manga. Au début de l'histoire, il ne sait pas se battre. Il n'a pas de papiers du fait de sa situation de pirate. Il tombe amoureux de Ren.

- Reverie Metherlence (レヴェリー＝メザーランス?), surnommée Ren, est une Edil Raid, descendante d'une des sept précieuses lignées, les Metherlence. En fusionnant avec son Pledger, Coud, elle se transforme en une large épée entourée de tourbillons de vent, légère malgré sa taille, qui peut projeter des lames de vent puissantes et qui peut trancher n'importe quoi. Son Elemental Gerad se trouve sur son front et a la couleur de la malachite. Elle la cache habituellement par un large ruban que lui a offert sa mère adoptive. Elle régénère son énergie par le sommeil. Elle est de nature calme et douce et a l'air constamment mal réveillée, mais elle est capable aussi de s'énerver et devient alors très puissante. Elle veut rejoindre l'Edil Garden parce que sa mère adoptive lui avait fait la promesse il y a longtemps de l'y retrouver. Elle n'aime pas les choses sucrées. Elle a été scellée 500 ans dans un coffre (Coud l'en a libérée). Au début de l'histoire, elle dit détester les humains mais peu à peu tombe amoureuse de Coud. En voyage elle aime dormir sur le dos de Coud.

- Cisqua (シスカ?), agente de l'Arc Aile chargée de la protection des Edil Raid. Bien que très jeune (16 ans) elle est experte en arts martiaux et en maniement d'armes. Elle possède un véritable arsenal caché sous son uniforme comprenant principalement un fusil-mitrailleur, des grenades, et plusieurs lance-missiles à tête chercheuse qui se déploient comme des tentacules. Impulsive, elle est très prompte à se lancer tête baissée dans la bataille. Malgré cela elle garde un esprit très romantique et est très susceptible sur son apparence de garçon manqué (et surtout sur sa poitrine qu'elle a très plate…). Elle est amoureuse de son supérieur, Cruz. Elle est également très avare et pense toujours à l'argent avant tout. Elle a une grande sœur, Merfond, qui lui ressemble en apparence et en caractère mais qui n'apparaît que dans la deuxième saison (flag of bluesky).

- Kullweet Envatilia (キュリート＝エンヴァティリア?), surnommée Kuea, agente de l'Arc Aile, est l'Edil Raid de Rowen. Elle se régénère en mangeant. Comme Cisqua elle adore la bagarre. Sous son apparence sauvage et déjantée elle possède une forte empathie pour ses amis : elle comprend leurs sentiments mieux que quiconque. En combat elle prend l'apparence de deux épées, une à chaque bras, avec quatre faux reliées à des chaînes attachées dans le dos de Rowen qu'elle peut projeter. Elle peut aussi lancer des chaînes de longueur infinie pour ligoter l'ennemi. Son elemental gerad est de couleur grenat et a la forme de deux croissants sur le dos des mains qu'elle dissimule sous de longs gants qu'elle n'enlève jamais, même pour se baigner.

- Rowen (ローウェン?), surnommé Ro, est un brillant agent de l'Arc Aile. Intelligent, riche, c'est un jeune homme plutôt calme qui sourit toujours. Il est très perfectionniste et s'efforce toujours de bien faire. Kuea et lui forment un duo très efficace en combat.

### Autres personnages
- Resati, sœur de Lilia. Elle adopta celle-ci après l'avoir découverte près d'un puits. Elle l'emmena chez elle avec ses parents. Lorsque ses parents moururent, elle s'occupa de Lilia, Et se battait dans l'arène pour pouvoir gagner assez d'argent et retrouver ainsi leur liberté. Elle devient le Pledger de Lilia. En plus, elle déteste porter des vêtements de femme. Elle dit que ça ne lui va pas. Quand Coud et "co" l'ont aidée, celle-ci rejoint avec sa sœur L'A.R.C Aile.

- Lilia, petite sœur adoptive de Resati. Elle est une Edil Raid et passe en React avec sa sœur, Resati. Elle peut paraître timide mais elle est très courageuse. Elle rejoint L'A.R.C Aile et devient, alors qu'elle était déjà l'Edil Raid de sa sœur, l’infirmière lors de la bataille finale opposant Le CHAOS CHOIR (se dit chaos noir) à L'A.R.C Aile.

- Wolx, Chasseur d'Edil Raid. Ils se rencontrent dans une rue et capturent Kuea, se fait battre par Cisqua mais sauver par son Edil Raid Tilel. Il libère Kuea et décide de ne plus se frotter à l'A.R.C Aile. Il finit par aider, à partir de l'épisode 20, Coud, en le protégeant des Edil Raid et des Stearm raids engagés par CHAOS CHOIR. Puis, jugea utile d'arrêter d'être "chasseurs d'Edil Raid" et devint celui qui "punit" ceux qui abusent de leurs pouvoirs.

- Tilel, Tilel Selvatlos, elle est l'Edil Raid de Wolx dont elle est follement et secrètement amoureuse. Sa ne la dérange pas que, au début, Wolx la prenait pour un objet. L'essentiel, pour elle, était de rester avec lui et de lui être utile.

- Sanweil, c'est le supérieur de Rowen et Cisqua il est le Pledger de Challo. Très calme encore plus que Rowen.

- Challo, Challo Vad Wolsloth, elle est l'Edil Raid de Sanweil, elle adore Kuea. D’ailleurs, dans un épisode elle la nomme "Grande sœur" alors qu'elles n'ont aucun lien de parenté.

- Viro, elle est très énigmatique et rencontre Coud et Ren à l'arène. Elle est en réalité une espionne pour le compte de l'organisation, elle veut devenir une vraie Edil Raid. Elle meurt sans avoir atteint son but. Celle-ci était d'ailleurs tomber amoureuse de Coud. Ren en était jalouse.

## Anime

### Musique

#### Génériques
Générique d'ouverture
- "Forever..." par savage genius

Générique de fin
- "Yakusoku" (約束?, Promise) par Michihiro Kuroda

#### OST
La musique de l'anime est composée par Yuki Kajiura.
OST 1
OST 2

### Doublage
| Personnages         | Voix japonaises  | Voix françaises                 |
| ------------------- | ---------------- | ------------------------------- |
| Coud Van Giruet     | Akira Ishida     | François Creton                 |
| Reverie Metherlence | Mikako Takahashi | Christelle Reboul               |
| Cisqua              | Nana Mizuki      | Isabelle Volpe                  |
| Rowen               | Yuji Ueda        | Frédéric Popovic                |
| Kullweet Envatilia  | Naoko Suzuki     | Marie-Madeleine Le Doze-Burguet |

- Version française
  - Société de doublage : Les studios de Saint Maur[1]
  - Direction artistique : Colette Noël[1]